# Mission jésuite du Sacré-Cœur auprès des Cœurs d'Alène
La Mission jésuite du Sacré-Cœur auprès des Cœurs d'Alène, appelée aussi Mission Cataldo était l'une des plus importantes au XIXe siècle, dans un territoire qui deviendra l'État de l'Idaho.

## Histoire
La Mission jésuite du Sacré-Cœur auprès des Cœurs d'Alène fut fondée en 1842 par Joseph Duet et Nicolas Point, à la demande du père Pierre-Jean De Smet, qui dirigeait les missions dans cette région. Elle fut installée dans le nord de l'Idaho, le long de rivière Saint Joe (en), qui alimente le lac Coeur d'Alene par son extrémité sud-est.
La mission a changé plusieurs fois de lieu. Un premier site avait été prévu au nord du lac, puis il a été abandonné avant même de fonder la mission, les deux fondateurs étant en délicatesse avec le nouveau responsable de la Mission jésuite Sainte-Marie de Bitter Root, le père Vos. Le site le long de rivière Saint Joe a été abandonné quatre ans après la mise en exploitation, en raison des risques d'inondations et il a été décidé de le déplacer dans la Silver Valley, en 1846, un peu plus à l'Est.

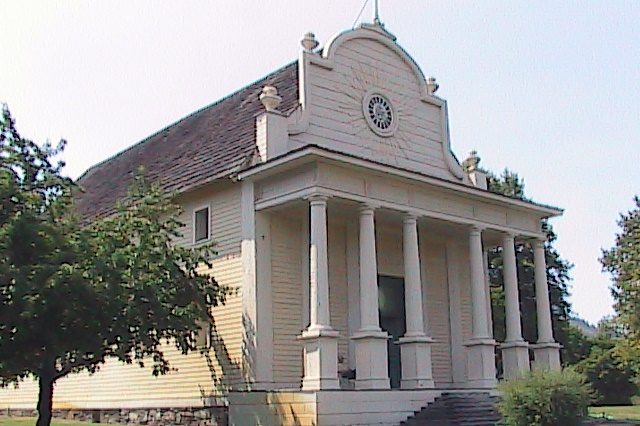
L'église du Sacré-Cœur fut construite par les Cœurs d'Alène, sous la direction des Jésuites.

En 1854, un autre missionnaire jésuite, le médecin italien Antonio Ravalli, est appelé auprès de la mission, où il fait construire en torchis par les Amérindiens, afin de renforcer leur attachement au lieu, une église remarquée pour sa beauté, qui est toujours une attraction touristique un siècle et demi plus tard. Le gouverneur du Territoire de l'Oregon, Isaac Stevens, salue le travail fait par les Amérindiens sous sa direction et peu après un traité de paix est signé entre plusieurs tribus.